# Heinrich Goetze
Heinrich Goetze o també Götze (Wartha, Silèsia, 1836 – Breslau avui Wroclaw, 1906) fou un compositor alemany del Romanticisme.
Fou professor de música a Breslau, a Liebenthal i en altres poblacions. Compongué el Salm XIII, per a cor mixt i moltes obres per a orgue i piano, lieder… A més, fou un notable pedagog, com ho mostren les seves obres Populare Abhabdlungen über Klavierspiel (1879); Musikalische Schreibübungen; i Die praktische anwendung der Harmonielehre beim Unterricht im Orgelspiele.